# Bercenay-le-Hayer
Bercenay-le-Hayer is een gemeente in het Franse departement Aube (regio Grand Est) en telt 135 inwoners (1999). De oppervlakte bedraagt 14,63 km², de bevolkingsdichtheid is 9 inwoners per km².

## Demografie
Onderstaande figuur toont het verloop van het inwonertal (bron: INSEE-tellingen).

Vanwege een beveiligingsprobleem met de MediaWiki Graph-software is het momenteel niet mogelijk deze grafiek weer te geven. Zodra de software is bijgewerkt zal de grafiek vanzelf weer zichtbaar worden.
1. ↑  Populations de référence 2022.